# Коулдейл (Альберта)
Коулдейл (англ. Coaldale) — містечко в Канаді, у провінції Альберта, у складі муніципального району Летбрідж.

## Населення
За даними перепису 2016 року, містечко нараховувало 8215 осіб, показавши зростання на 9,6%, порівняно з 2011-м роком. Середня густина населення становила 1 028,5 осіб/км².
З офіційних мов обидвома одночасно володіли 175 жителів, тільки англійською — 7 890, а 40 — жодною з них. Усього 1,090 осіб вважали рідною мовою не одну з офіційних, з них 15 — українську.
Працездатне населення становило 4 330 осіб (69,9% усього населення), рівень безробіття — 5,5% (6,8% серед чоловіків та 4,1% серед жінок). 85,5% осіб були найманими працівниками, а 13,5% — самозайнятими.
Середній дохід на особу становив $48 996 (медіана $39 226), при цьому для чоловіків — $60 653, а для жінок $37 561 (медіани — $51 803 та $29 224 відповідно).
30,8% мешканців мали закінчену шкільну освіту, не мали закінченої шкільної освіти — 21%, 48,1% мали післяшкільну освіту, з яких 25,3% мали диплом бакалавра, або вищий, 10 осіб мали вчений ступінь.
| Статево-вікова структура населення | Статево-вікова структура населення | Статево-вікова структура населення | Статево-вікова структура населення | Статево-вікова структура населення |
| ---------------------------------- | ---------------------------------- | ---------------------------------- | ---------------------------------- | ---------------------------------- |
|                                    |                                    |                                    |                                    |                                    |
| Всього                             | Всього                             | 50,3%49,7%                         |                                    |                                    |
| 0 — 14 років                       | 0 — 14 років                       |                                    | 23,2%                              | 23,2%                              |
| 15 — 64 років                      | 15 — 64 років                      |                                    | 61,2%                              | 61,2%                              |
| 65 і більше                        | 65 і більше                        |                                    | 15,6%                              | 15,6%                              |
| 85 і більше                        | 85 і більше                        |                                    | 2,2%                               | 2,2%                               |
| Середній вік (років)               | Середній вік (років)               | 37,138,5                           | 37,7                               | 37,7                               |
| Медіана (років)                    | Медіана (років)                    | 35,137,2                           | 36,0                               | 36,0                               |
| — чоловіки — жінки                 |                                    |                                    |                                    |                                    |

| Походження мешканців:     | Походження мешканців:     | Походження мешканців: | Походження мешканців: | Походження мешканців: |
| ------------------------- | ------------------------- | --------------------- | --------------------- | --------------------- |
| Походження                |                           |                       | осіб                  | %                     |
| Корінні американці        | Корінні американці        |                       | 395                   | 4.81%                 |
| Інше північноамериканське | Інше північноамериканське |                       | 2 230                 | 27.15%                |
| Європейське               | Європейське               |                       | 6 815                 | 82.96%                |
| британське                | британське                |                       | 3 465                 | 42.18%                |
| французьке                | французьке                |                       | 690                   | 8.4%                  |
| українське                | українське                |                       | 755                   | 9.19%                 |
| Латинськоамериканське     | Латинськоамериканське     |                       | 240                   | 2.92%                 |
| Африканське               | Африканське               |                       | 20                    | 0.24%                 |
| Азійське                  | Азійське                  |                       | 245                   | 2.98%                 |
| Океанійське               | Океанійське               |                       | 45                    | 0.55%                 |

| Зайнятість населення за галузями (за класифікацією NOC): | Зайнятість населення за галузями (за класифікацією NOC): | Зайнятість населення за галузями (за класифікацією NOC): | Зайнятість населення за галузями (за класифікацією NOC): | Зайнятість населення за галузями (за класифікацією NOC): |
| -------------------------------------------------------- | -------------------------------------------------------- | -------------------------------------------------------- | -------------------------------------------------------- | -------------------------------------------------------- |
|                                                          |                                                          |                                                          |                                                          |                                                          |
| Управління                                               | Управління                                               |                                                          | 11%                                                      | 11%                                                      |
| Бізнес, фінанси та адміністрування                       | Бізнес, фінанси та адміністрування                       |                                                          | 13,4%                                                    | 13,4%                                                    |
| Природничі та прикладні науки                            | Природничі та прикладні науки                            |                                                          | 3,9%                                                     | 3,9%                                                     |
| Охорона здоров'я                                         | Охорона здоров'я                                         |                                                          | 8,6%                                                     | 8,6%                                                     |
| Освіта, правозахист, муніципальні та урядові служби      | Освіта, правозахист, муніципальні та урядові служби      |                                                          | 11,1%                                                    | 11,1%                                                    |
| Мистецтво, культура, відпочинок та спорт                 | Мистецтво, культура, відпочинок та спорт                 |                                                          | 1,5%                                                     | 1,5%                                                     |
| Роздрібна торгівля та послуги                            | Роздрібна торгівля та послуги                            |                                                          | 18,2%                                                    | 18,2%                                                    |
| Гуртова торгівля, транспорт та обладнання                | Гуртова торгівля, транспорт та обладнання                |                                                          | 23,6%                                                    | 23,6%                                                    |
| Природні ресурси, сільське господарство                  | Природні ресурси, сільське господарство                  |                                                          | 3,7%                                                     | 3,7%                                                     |
| Виробництво                                              | Виробництво                                              |                                                          | 5%                                                       | 5%                                                       |

## Клімат
Середня річна температура становить 6°C, середня максимальна – 23,5°C, а середня мінімальна – -14,7°C. Середня річна кількість опадів – 378 мм.
| Клімат поселення                              | Клімат поселення | Клімат поселення | Клімат поселення | Клімат поселення | Клімат поселення | Клімат поселення | Клімат поселення | Клімат поселення | Клімат поселення | Клімат поселення | Клімат поселення | Клімат поселення | Клімат поселення |
| Показник                                      | Січ.             | Лют.             | Бер.             | Квіт.            | Трав.            | Черв.            | Лип.             | Серп.            | Вер.             | Жовт.            | Лист.            | Груд.            |                  |
| Середній максимум, °C                         | −0,94            | 2,60             | 7,20             | 13,38            | 18,82            | 22,53            | 23,51            | 23,40            | 18,52            | 13,31            | 5,08             | 0,08             |                  |
| Середня температура, °C                       | −7,8             | −4,2             | 0,32             | 6,50             | 11,98            | 15,68            | 17,78            | 17,63            | 12,74            | 7,54             | −0,7             | −5,7             |                  |
| Середній мінімум, °C                          | −14,69           | −11,1            | −6,52            | −0,38            | 5,10             | 8,81             | 11,99            | 11,88            | 6,98             | 1,80             | −6,5             | −11,46           |                  |
| Норма опадів, мм                              | 17               | 13               | 22               | 31               | 51               | 76               | 39               | 41               | 38               | 18               | 16               | 16               |                  |
| Середньомісячна швидкість вітру, м/с          | 4.60             | 4.30             | 4.60             | 4.70             | 4.50             | 4.10             | 3.70             | 3.60             | 3.90             | 4.50             | 4.70             | 4.64             |                  |
| Середньомісячна сонячна радіація, кДж/м²·день | 4471             | 8007             | 13182            | 17449            | 20942            | 22348            | 23816            | 20376            | 14600            | 8871             | 4797             | 3605             |                  |
| --------------------------------------------- | ---------------- | ---------------- | ---------------- | ---------------- | ---------------- | ---------------- | ---------------- | ---------------- | ---------------- | ---------------- | ---------------- | ---------------- | ---------------- |
| Джерело:                                      |                  |                  |                  |                  |                  |                  |                  |                  |                  |                  |                  |                  |                  |